# Dalkomsalbeol family
Dalkomsalbeol family (달콤살벌 패밀리?), noto anche con il titolo internazionale Sweet, Savage Family, è un drama coreano trasmesso su MBC TV dal 18 novembre 2015 al 16 gennaio 2016.

## Trama
Padre amorevole e marito fedele, Tae-soo si deve tuttavia occupare degli "affari di famiglia" – dato che appartiene a una delle più note gang mafiose del territorio – e per i quali deve utilizzare ben altro carattere. Nel frattempo, sua moglie Eun-ok inizia a essere sempre più stressata, mentre suo figlio Sung-min si è innamorato dell'unica persona che non doveva considerare: Hyun-ji, la figlia del principale rivale di Tae-soo.